# 金山词霸
金山词霸，是金山软件公司于1997年出品的一款跨平台的电子词典软件，另有网页版爱词霸。中国大陆同类软件竞争对手主要有免费软件灵格斯词霸、自由软件星际译王等。

## 产品历史
- 2008年5月，金山软件公司与谷歌合作，推出了谷歌金山词霸合作版[1]。
- 2008年11月18日，金山词霸2009版推出，分为专业版、牛津版、企业版。
- 2012年9月22日，金山词霸2012版推出。

## 评价

### 优点
拥有牛津英汉双解大辞典等出版社授权的电子数据，并具有英语美音KK双重真人发音等功能。旧版本内嵌Google翻译链接，可支持中文、英文、日文、韩语双向翻译。

### 缺点
PC版屏幕取词，不与福昕阅读器等软件兼容，不支持法语、西班牙语等其他语种的翻译，自定义词库功能只能单条输入，和竞争对手星际译王、灵格斯词霸同功能相比，无法将维基百科等大量资料导入，使得词典内容不全面。另其正版验证机制复杂，正版用户验证不易，广为诟病。

## 相关
- 爱词霸